# Лимонова трева
Лимоновата трева или цимбопогон (Cymbopogon) е многогодишно тревисто растение, използвано в азиатската (особено тайландската, камбоджанската и виетнамската) и карибската кухня. Тя има лимонов аромат и може да се суши и смила на прах или да се използва прясна. Най-често използвана в чайове, супи и кърита, тя е подходяща и за птиче месо, риба, раци, миди и други морски дарове.
Има повече от 50 вида Cymbopogon. Източноиндийската лимонова трева (Cymbopogon flexuosus) расте в Индия, Шри Ланка, Бирма и Тайланд, докато западноиндийската лимонова трева (Cymbopogon citratus) се смята, че идва от Малайзия. Въпреки че двете са взаимозаменяеми, C. citratus е по-подходяща за готвене. В Индия C. citratus се използва и като билка и в парфюми.
Други видове в парфюмерийната промишленост са Cymbopogon martini (дестилирана до масло от палмароза) и цитронела (Cymbopogon winterianus Jowitt), от която се получава масло от цитронела. Свещите или ароматните пръчици, направени с високи концентрации на масло от цитронела, прогонват комарите.

## Непълен списък на видове
Част от видовете в род Cymbopogon:
- Cymbopogon ambiguus
- Cymbopogon afronardus
- Cymbopogon bombycinus
- Cymbopogon caesius
- Cymbopogon citriodora (западноиндийска лимонова трева)
- Cymbopogon coloratus
- Cymbopogon confertiflorus
- Cymbopogon cymbarius
- Cymbopogon distans
- Cymbopogon disterlenii
- Cymbopogon exaltatus
- Cymbopogon excavatus
- Cymbopogon flexuosus (източноиндийска лимонова трева)
- Cymbopogon giganteus
- Cymbopogon goeringii
- Cymbopogon hirtus
- Cymbopogon martinii
- Cymbopogon nervatus
- Cymbopogon obtectus
- Cymbopogon olivieri
- Cymbopogon parkeri
- Cymbopogon plurinodis
- Cymbopogon polyneuros
- Cymbopogon pospischilii
- Cymbopogon procerus
- Cymbopogon proximus
- Cymbopogon queenslandicus
- Cymbopogon refractus
- Cymbopogon rufus
- Cymbopogon schoenanthus
- Cymbopogon tortilis
- Cymbopogon validus
- Cymbopogon winterianus (цитронела)
- Cymbopogon xichangensis